# Japão nos Jogos Olímpicos de Inverno de 2010

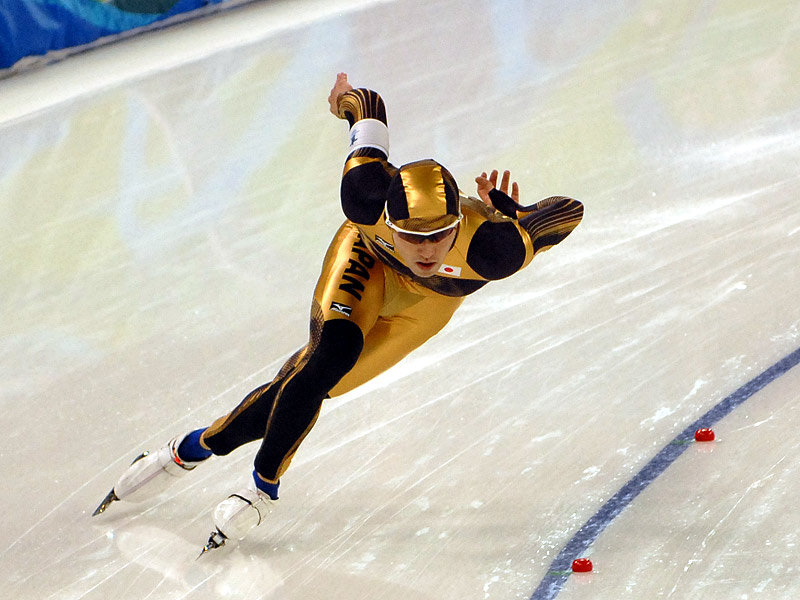
Keiichiro Nagashima conquistou uma medalha de prata nos Jogos.

O Japão participou dos Jogos Olímpicos de Inverno de 2010, realizados em Vancouver, no Canadá. O país estreou nas Olimpíadas de Inverno em 1928 e compete regularmente desde os Jogos de 1952.

### 

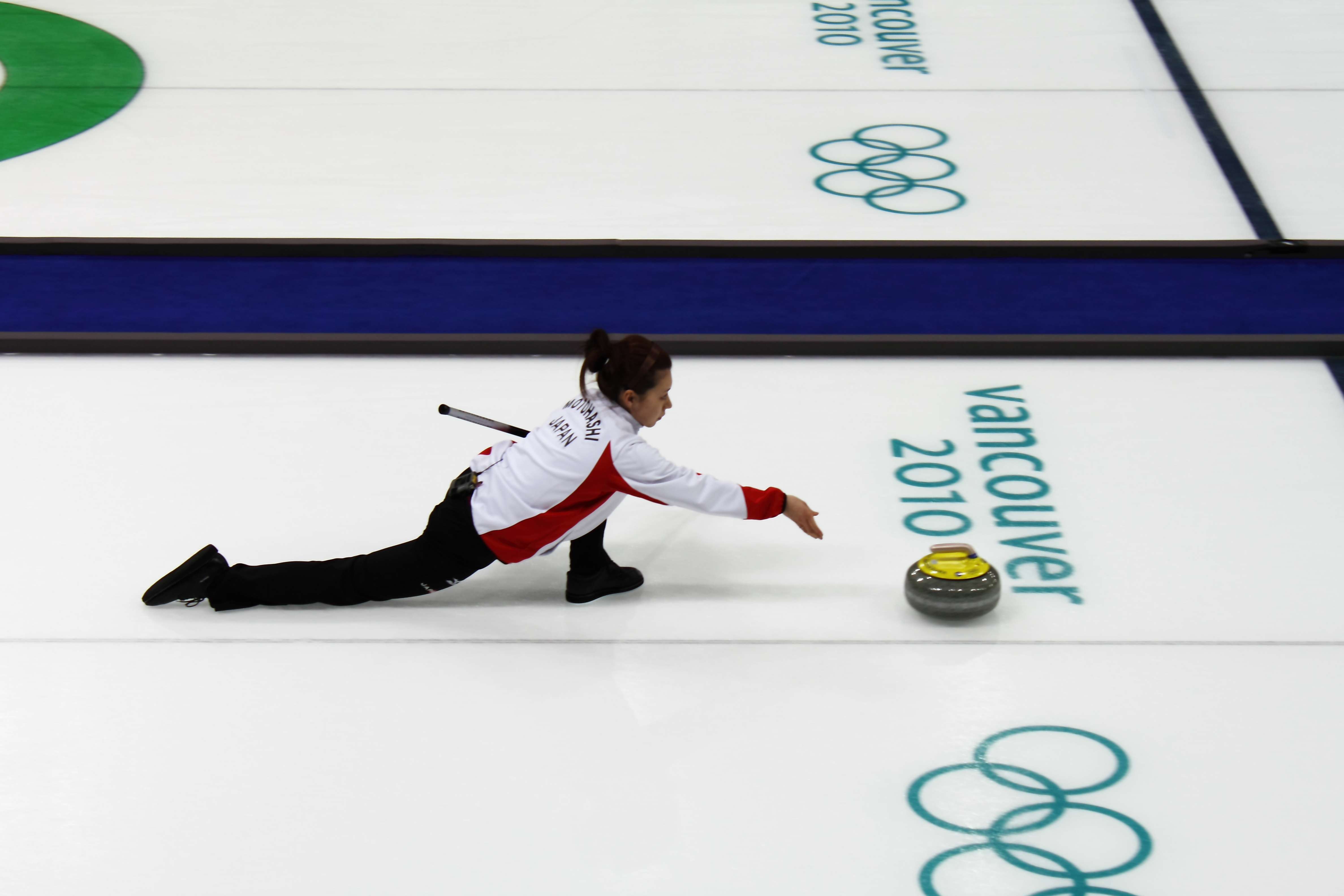
Mari Motohashi durante o lançamento da pedra.

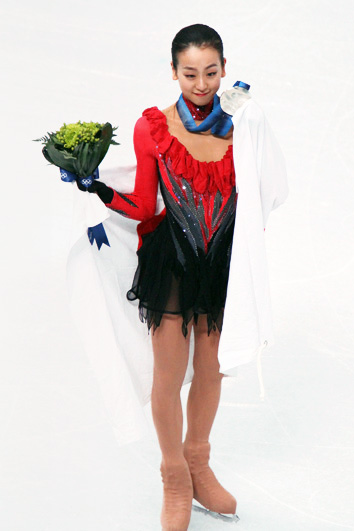
Mao Asada conquistou a medalha de prata no individual feminino.

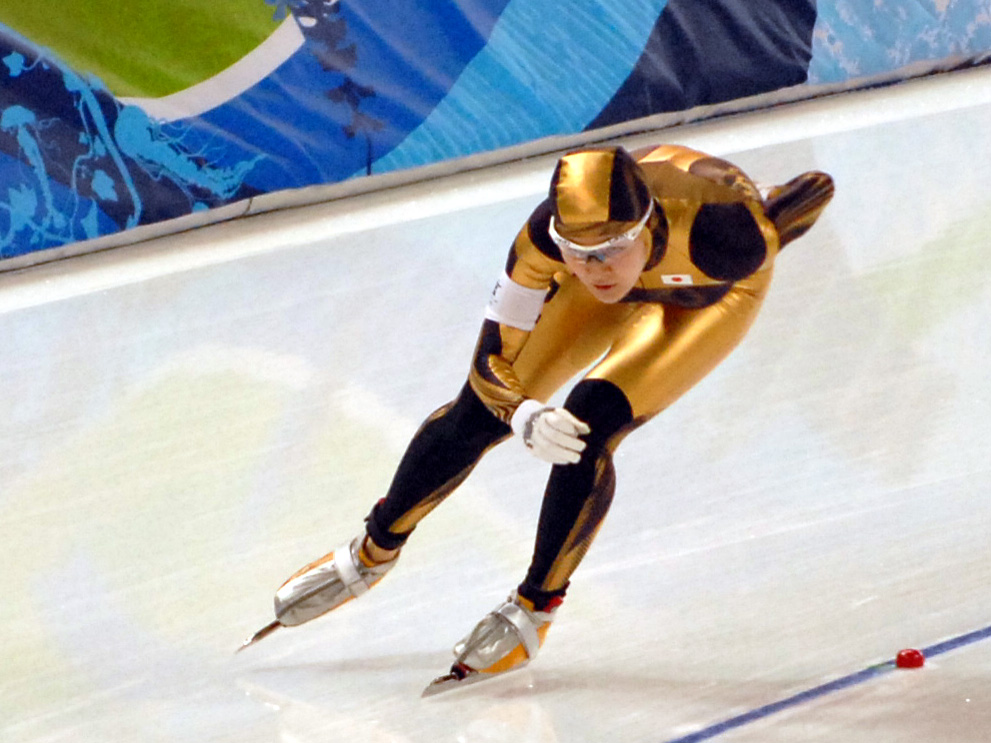
Masako Hozumi durante uma prova em Vancouver.

## Medalhas
| Atleta                                | Esporte                 | Evento                           | Medalha |
| ------------------------------------- | ----------------------- | -------------------------------- | ------- |
| Keiichiro Nagashima                   | Patinação de velocidade | 500 m masculino                  | Prata   |
| Mao Asada                             | Patinação artística     | Individual feminino              | Prata   |
| Masako Hozumi Nao Kodaira Maki Tabata | Patinação de velocidade | Perseguição por equipes feminino | Prata   |
| Joji Kato                             | Patinação de velocidade | 500 m masculino                  | Bronze  |
| Daisuke Takahashi                     | Patinação artística     | Individual masculino             | Bronze  |

## Desempenho

### Biatlo
Feminino
| Atleta        | Evento      | Final   | Final       | Final   |
| Atleta        | Evento      | Tempo   | Penalidades | Posição |
| ------------- | ----------- | ------- | ----------- | ------- |
| Fuyuko Suzuki | Velocidade  | 21:58.0 | 1 (1+0)     | 44º     |
| Fuyuko Suzuki | Perseguição | 36:41.9 | 1 (0+0+0+1) | 54º     |
| Fuyuko Suzuki | Individual  | 46:30.3 | 3 (1+1+0+1) | 53º     |

Masculino
| Atleta       | Evento     | Final   | Final       | Final   |
| Atleta       | Evento     | Tempo   | Penalidades | Posição |
| ------------ | ---------- | ------- | ----------- | ------- |
| Hidenori Isa | Velocidade | 27:42.2 | 3 (1+2)     | 68º     |
| Hidenori Isa | Individual | 58:06.2 | 9 (3+0+3+3) | 83º     |

### Bobsleigh
Feminino
| Atleta                   | Evento | Final      | Final      | Final      | Final      | Final   | Final |
| Atleta                   | Evento | 1ª corrida | 2ª corrida | 3ª corrida | 4ª corrida | Total   | Pos.  |
| ------------------------ | ------ | ---------- | ---------- | ---------- | ---------- | ------- | ----- |
| Manami Hino Konomi Asazu | Duplas | 54.64      | 54.78      | 54.65      | 54.31      | 3:38.38 | 16º   |

Masculino
| Atleta                                                          | Evento  | Final      | Final      | Final      | Final      | Final   | Final |
| Atleta                                                          | Evento  | 1ª corrida | 2ª corrida | 3ª corrida | 4ª corrida | Total   | Pos.  |
| --------------------------------------------------------------- | ------- | ---------- | ---------- | ---------- | ---------- | ------- | ----- |
| Hiroshi Suzuki Ryuichi Kobayashi                                | Duplas  | 53.24      | 52.30      | 53.13      | –          | 2:39.67 | 21º   |
| Hiroshi Suzuki Shinji Doigawa Masaru Miyauchi Ryuichi Kobayashi | Equipes | 52.09      | 54.16      | 52.53      | –          | 2:38.78 | 21º   |

### Combinado nórdico
| Taihei Kato                                                 | Individual pista normal | 114.0 | 28º | +1:26 | 27:09.9 | 24º |
| Taihei Kato                                                 | Individual pista longa  | 90.2  | 31º | +2:27 | 28:38.0 | 30º |
| Norihito Kobayashi                                          | Individual pista normal | 121.0 | 12º | +0:58 | 26:09.0 | 7º  |
| Norihito Kobayashi                                          | Individual pista longa  | 90.5  | 30º | +2:26 | 28:26.1 | 27º |
| Akito Watabe                                                | Individual pista normal | 114.5 | 27º | +1:24 | 27.15.0 | 21º |
| Akito Watabe                                                | Individual pista longa  | 112.5 | 9º  | +0:58 | 26:21.7 | 9º  |
| Daito Takahashi                                             | Individual pista normal | 199.5 | 13  | +1:04 | 27:25.0 | 27º |
| Yusuke Minato                                               | Individual pista longa  | 87.0  | 34º | +2:40 | 28:10.0 | 26º |
| Taihei Kato Norihito Kobayashi Daito Takahashi Akito Watabe | Equipes                 | 475.9 | 4º  | +0:41 | 50:45.8 | 6º  |

### Curling
Feminino
| Equipe                                                             | Primeira fase | Primeira fase | Semifinal              | Final                  | Pos.        |
| Equipe                                                             | Adversário e resultado | Pos.          | Adversário e resultado | Adversário e resultado | Pos.        |
| ------------------------------------------------------------------ | --- | ------------- | ---------------------- | ---------------------- | ----------- |
| Moe Meguro Mari Motohashi Mayo Yamaura Kotomi Ishizaki Anna Ohmiya | USA Estados Unidos V 9–7 CAN Canadá D 6–7 CHN China D 5–9 GBR Grã-Bretanha V 11–4 RUS Rússia V 12–9 GER Alemanha D 6–7 SUI Suíça D 4–10 SWE Suécia D 6–10 DEN Dinamarca D 5–7 | 8º            | Não avançou            | Não avançou            | Não avançou |

### Esqui alpino
Masculino
| Atleta           | Evento | Corrida 1 | Corrida 2 | Total   | Pos. |
| ---------------- | ------ | --------- | --------- | ------- | ---- |
| Kentaro Minagawa | Slalom | DNF       | DNF       | DNF     | DNF  |
| Akira Sasaki     | Slalom | 49.41     | 52.35     | 1:41.76 | 18º  |

### Esqui cross-country
Feminino
| Atleta                                                         | Evento                 | Qualificatória | Qualificatória | Quartas-de-final | Quartas-de-final | Semifinal   | Semifinal   | Final       | Final       |
| Atleta                                                         | Evento                 | Tempo          | Pos.           | Tempo            | Pos.             | Tempo       | Pos.        | Tempo       | Pos.        |
| -------------------------------------------------------------- | ---------------------- | -------------- | -------------- | ---------------- | ---------------- | ----------- | ----------- | ----------- | ----------- |
| Nobuko Fukuda                                                  | 10 km livre            |                |                |                  |                  |             |             | 27:47.7     | 51º         |
| Michiko Kashiwabara                                            | 10 km livre            |                |                |                  |                  |             |             | 28:32.0     | 60º         |
| Masako Ishida                                                  | Perseguição combinada  |                |                |                  |                  |             |             | 42:24.3     | 20º         |
| Masako Ishida                                                  | Largada coletiva       |                |                |                  |                  |             |             | 1:31:56.5   | 5º          |
| Madoka Natsumi                                                 | Velocidade             | 3:48.48        | 22º            | 3:42.6           | 6º               | Não avançou | Não avançou | Não avançou | Não avançou |
| Madoka Natsumi                                                 | Largada coletiva       |                |                |                  |                  |             |             | 1:37:35.4   | 30º         |
| Nobuko Fukuda Madoka Natsumi                                   | Velocidade por equipes |                |                |                  |                  | 19:51.7     | 7º          | Não avançou | Não avançou |
| Madoka Natsumi Masako Ishida Nobuko Fukuda Michiko Kashiwabara | Revezamento 4x5 km     |                |                |                  |                  |             |             | 58:23.3     | 9º          |

Masculino
| Atleta                  | Evento                 | Qualificatória | Qualificatória | Quartas-de-final | Quartas-de-final | Semifinal   | Semifinal   | Final       | Final       |
| Atleta                  | Evento                 | Tempo          | Pos.           | Tempo            | Pos.             | Tempo       | Pos.        | Tempo       | Pos.        |
| ----------------------- | ---------------------- | -------------- | -------------- | ---------------- | ---------------- | ----------- | ----------- | ----------- | ----------- |
| Nobu Naruse             | 15 km livre            |                |                |                  |                  |             |             | 36:01.6     | 49º         |
| Nobu Naruse             | Perseguição combinada  |                |                |                  |                  |             |             | 1:22:11.1   | 39º         |
| Nobu Naruse             | Largada coletiva       |                |                |                  |                  |             |             | 2:10:59.2   | 35º         |
| Yuichi Onda             | Velocidade             | 3:38.49        | 11º            | 3:37.9           | 4º               | Não avançou | Não avançou | Não avançou | Não avançou |
| Nobu Naruse Yuichi Onda | Velocidade por equipes |                |                |                  |                  | 18:54.8     | 7º          | Não avançou | Não avançou |

### Esqui estilo livre
Feminino
| Atleta       | Evento | Preliminar | Preliminar | Final  | Final |
| Atleta       | Evento | Pontos     | Pos.       | Pontos | Pos.  |
| ------------ | ------ | ---------- | ---------- | ------ | ----- |
| Miki Ito     | Moguls | 21.81      | 15º        | 21.63  | 12º   |
| Arisa Murata | Moguls | 22.99      | 11º        | 23.22  | 8º    |
| Tae Satoya   | Moguls | 22.15      | 13º        | 12.85  | 19º   |
| Aiko Uemura  | Moguls | 24.31      | 5º         | 24.68  | 4º    |

| Atleta           | Evento    | Preliminar | Preliminar | Oitavas | Quartas     | Semifinal   | Final       | Final |
| Atleta           | Evento    | Tempo      | Pos.       | Posição | Posição     | Posição     | Posição     | Pos.  |
| ---------------- | --------- | ---------- | ---------- | ------- | ----------- | ----------- | ----------- | ----- |
| Noriko Fukushima | Ski cross | 1:20.56    | 21º        | 3º      | Não avançou | Não avançou | Não avançou | 22º   |

Masculino
| Atleta         | Evento | Preliminar | Preliminar | Final       | Final       |
| Atleta         | Evento | Pontos     | Pos.       | Pontos      | Pos.        |
| -------------- | ------ | ---------- | ---------- | ----------- | ----------- |
| Sho Endo       | Moguls | 24.36      | 8º         | 25.38       | 7º          |
| Nobuyuki Nishi | Moguls | 23.52      | 15º        | 25.11       | 9º          |
| Kai Ozaki      | Moguls | 22.07      | 24º        | Não avançou | Não avançou |
| Yugo Tsukita   | Moguls | 23.80      | 11º        | 22.74       | 17º         |

| Atleta           | Evento    | Preliminar | Preliminar | Oitavas | Quartas     | Semifinal   | Final       | Final |
| Atleta           | Evento    | Tempo      | Pos.       | Posição | Posição     | Posição     | Posição     | Pos.  |
| ---------------- | --------- | ---------- | ---------- | ------- | ----------- | ----------- | ----------- | ----- |
| Hiroomi Takizawa | Ski cross | 1:15.03    | 26º        | 3º      | Não avançou | Não avançou | Não avançou | 29º   |

### Luge
Feminino
| Atleta        | Evento     | Final      | Final      | Final      | Final      | Final    | Final |
| Atleta        | Evento     | 1ª corrida | 2ª corrida | 3ª corrida | 4ª corrida | Total    | Pos.  |
| ------------- | ---------- | ---------- | ---------- | ---------- | ---------- | -------- | ----- |
| Madoka Harada | Individual | 42.608     | 42.112     | 42.572     | 43.188     | 2:50.480 | 26º   |
| Aya Yasuda    | Individual | DSQ        | DSQ        | DSQ        | DSQ        | DSQ      | DSQ   |

Masculino
| Atleta          | Evento     | Final      | Final      | Final      | Final      | Final    | Final |
| Atleta          | Evento     | 1ª corrida | 2ª corrida | 3ª corrida | 4ª corrida | Total    | Pos.  |
| --------------- | ---------- | ---------- | ---------- | ---------- | ---------- | -------- | ----- |
| Takahisa Oguchi | Individual | 49.542     | 49.780     | 49.818     | 49.903     | 3:19.043 | 30º   |

### Patinação artística
| Atleta            | Evento               | Programa curto | Programa curto | Programa longo | Programa longo | Total  | Total             |
| Atleta            | Evento               | Pontos         | Pos.           | Pontos         | Pos.           | Pontos | Pos.              |
| ----------------- | -------------------- | -------------- | -------------- | -------------- | -------------- | ------ | ----------------- |
| Miki Ando         | Individual feminino  | 64.76          | 4º             | 124.10         | 6º             | 188.86 | 5º                |
| Mao Asada         | Individual feminino  | 73.78          | 2º             | 131.72         | 2º             | 205.50 | Medalha de prata  |
| Akiko Suzuki      | Individual feminino  | 61.02          | 11º            | 120.42         | 7º             | 181.44 | 8º                |
| Nobunari Oda      | Individual masculino | 84.85          | 4º             | 153.69         | 7º             | 238.54 | 7º                |
| Daisuke Takahashi | Individual masculino | 90.25          | 3º             | 156.98         | 5º             | 247.23 | Medalha de bronze |
| Takahiko Kozuka   | Individual masculino | 79.59          | 8º             | 151.60         | 8º             | 231.19 | 8º                |

| Atletas               | Evento        | Dança obrigatória | Dança obrigatória | Dança original | Dança original | Dança livre | Dança livre | Total  | Total |
| Atletas               | Evento        | Pts.              | Pos.              | Pts.           | Pos.           | Pts.        | Pos.        | Pts.   | Pos.  |
| --------------------- | ------------- | ----------------- | ----------------- | -------------- | -------------- | ----------- | ----------- | ------ | ----- |
| Cathy Reed Chris Reed | Dança no gelo | 29.49             | 18º               | 50.81          | 14º            | 79.30       | 16º         | 159.60 | 17º   |

### Patinação de velocidade
Feminino
| Atleta         | Evento      | Corrida 1 | Corrida 1 | Corrida 2 | Corrida 2 | Final   | Final |
| Atleta         | Evento      | Tempo     | Pos.      | Tempo     | Pos.      | Tempo   | Pos.  |
| -------------- | ----------- | --------- | --------- | --------- | --------- | ------- | ----- |
| Shihomi Shinya | 500 metros  | 38.964    | 16º       | 38.765    | 10º       | 77.72   | 14º   |
| Tomomi Okazaki | 500 metros  | 38.971    | 17º       | 39.060    | 20º       | 78.03   | 16º   |
| Tomomi Okazaki | 1000 metros |           |           |           |           | 1:19.41 | 34º   |
| Nao Kodaira    | 500 metros  | 38.835    | 12º       | 38.797    | 12º       | 77.63   | 12º   |
| Nao Kodaira    | 1000 metros |           |           |           |           | 1:16.80 | 5º    |
| Nao Kodaira    | 1500 metros |           |           |           |           | 1:58.20 | 5º    |
| Sayuri Yoshii  | 500 metros  | 38.566    | 6º        | 38.432    | 5º        | 76.99   | 5º    |
| Sayuri Yoshii  | 1000 metros |           |           |           |           | 1:17.81 | 15º   |
| Sayuri Yoshii  | 1500 metros |           |           |           |           | 2:02.26 | 26º   |
| Miho Takagi    | 1000 metros |           |           |           |           | 1:19.53 | 35º   |
| Miho Takagi    | 1500 metros |           |           |           |           | 2:01.86 | 23º   |
| Maki Tabata    | 1500 metros |           |           |           |           | 2:00.12 | 19º   |
| Eri Natori     | 3000 metros |           |           |           |           | 4:18.18 | 21º   |
| Masako Hozumi  | 3000 metros |           |           |           |           | 4:07.36 | 6º    |
| Masako Hozumi  | 5000 metros |           |           |           |           | 7:04.96 | 7º    |
| Shiho Ishizawa | 3000 metros |           |           |           |           | 4:15.62 | 15º   |
| Shiho Ishizawa | 5000 metros |           |           |           |           | 7:12.23 | 9º    |

| Equipe                                | Evento                  | Quartas-de-final          | Semifinal           | Final                | Final            |
| Equipe                                | Evento                  | Adversário Tempo          | Adversário Tempo    | Adversário Tempo     | Pos.             |
| ------------------------------------- | ----------------------- | ------------------------- | ------------------- | -------------------- | ---------------- |
| Masako Hozumi Nao Kodaira Maki Tabata | Perseguição por equipes | KOR Coreia do Sul V -4.56 | POL Polônia V -0.19 | GER Alemanha D +0.02 | Medalha de prata |

Masculino
| Atleta              | Evento       | Corrida 1 | Corrida 1 | Corrida 2 | Corrida 2 | Final    | Final             |
| Atleta              | Evento       | Tempo     | Pos.      | Tempo     | Pos.      | Tempo    | Pos.              |
| ------------------- | ------------ | --------- | --------- | --------- | --------- | -------- | ----------------- |
| Joji Kato           | 500 metros   | 34.937    | 3º        | 35.076    | 5º        | 70.01    | Medalha de bronze |
| Akio Ohta           | 500 metros   | 35.315    | 15º       | 35.347    | 17º       | 70.66    | 17º               |
| Yuya Oikawa         | 500 metros   | 35.174    | 13º       | 35.254    | 14º       | 70.42    | 13º               |
| Keiichiro Nagashima | 500 metros   | 35.108    | 6º        | 34.876    | 1º        | 69.98    | Medalha de prata  |
| Keiichiro Nagashima | 1000 metros  |           |           |           |           | 1:12.71  | 37º               |
| Ryohei Haga         | 1000 metros  |           |           |           |           | 1:11.46  | 29º               |
| Tadashi Obara       | 1000 metros  |           |           |           |           | 1:10.51  | 17º               |
| Teruhiro Sugimori   | 1000 metros  |           |           |           |           | 1:11.13  | 26º               |
| Teruhiro Sugimori   | 1500 metros  |           |           |           |           | 1:49.19  | 26º               |
| Shingo Doi          | 1500 metros  |           |           |           |           | 1:49.77  | 30º               |
| Shigeyuki Dejima    | 5000 metros  |           |           |           |           | 6:43.82  | 27º               |
| Hiroki Hirako       | 5000 metros  |           |           |           |           | 6:33.90  | 19º               |
| Hiroki Hirako       | 10000 metros |           |           |           |           | 13:37.56 | 11º               |

| Equipe                                           | Evento                  | Quartas                    | Semifinal        | Final                      | Final |
| Equipe                                           | Evento                  | Adversário Tempo           | Adversário Tempo | Adversário Tempo           | Pos.  |
| ------------------------------------------------ | ----------------------- | -------------------------- | ---------------- | -------------------------- | ----- |
| Shigeyuki Dejima Hiroki Hirako Teruhiro Sugimori | Perseguição por equipes | USA Estados Unidos D +3.90 | Não avançou      | Final D SWE Suécia D +2.93 | 5º    |

### Patinação de velocidade em pista curta
Feminino
| Atleta                                                      | Evento             | Preliminar | Preliminar | Quartas     | Quartas     | Semifinal   | Semifinal   | Final            | Final       |
| Atleta                                                      | Evento             | Tempo      | Pos.       | Tempo       | Pos.        | Tempo       | Pos.        | Tempo            | Pos.        |
| ----------------------------------------------------------- | ------------------ | ---------- | ---------- | ----------- | ----------- | ----------- | ----------- | ---------------- | ----------- |
| Yui Sakai                                                   | 500 metros         | 44.341     | 3º         | Não avançou | Não avançou | Não avançou | Não avançou | Não avançou      | Não avançou |
| Ayuko Ito                                                   | 1000 metros        | 1:31.137   | 3º         | Não avançou | Não avançou | Não avançou | Não avançou | Não avançou      | Não avançou |
| Hiroko Sadakane                                             | 1500 metros        | 2:28.046   | 2º         |             |             | 2:24.901    | 4º          | Final B 2:24.135 | 12º         |
| Mika Ozawa                                                  | 1000 metros        | 1:32.577   | 2º         | 1:32.183    | 4º          | Não avançou | Não avançou | Não avançou      | Não avançou |
| Mika Ozawa                                                  | 1500 metros        | DSQ        | DSQ        |             |             | Não avançou | Não avançou | Não avançou      | Não avançou |
| Biba Sakurai                                                | 500 metros         | 45.146     | 4º         | Não avançou | Não avançou | Não avançou | Não avançou | Não avançou      | Não avançou |
| Biba Sakurai                                                | 1000 metros        | 1:36.416   | 3º         | Não avançou | Não avançou | Não avançou | Não avançou | Não avançou      | Não avançou |
| Biba Sakurai                                                | 1500 metros        | 2:30.458   | 5º         |             |             | Não avançou | Não avançou | Não avançou      | Não avançou |
| Ayuko Ito Hiroko Sadakane Yui Sakai Biba Sakurai Mika Ozawa | Revezamento 3000 m |            |            |             |             | 4:13.752    | 3º          | Final B 4:28.745 | 7º          |

Masculino
| Atleta            | Evento      | Preliminar | Preliminar | Quartas     | Quartas     | Semifinal   | Semifinal   | Final       | Final       |
| Atleta            | Evento      | Tempo      | Pos.       | Tempo       | Pos.        | Tempo       | Pos.        | Tempo       | Pos.        |
| ----------------- | ----------- | ---------- | ---------- | ----------- | ----------- | ----------- | ----------- | ----------- | ----------- |
| Takahiro Fujimoto | 500 metros  | 42.366     | 4º         | Não avançou | Não avançou | Não avançou | Não avançou | Não avançou | Não avançou |
| Takahiro Fujimoto | 1000 metros | 1:26.359   | 4º         | Não avançou | Não avançou | Não avançou | Não avançou | Não avançou | Não avançou |
| Takahiro Fujimoto | 1500 metros | 2:16.155   | 3º         |             |             | 2:15.984    | 6º          | Não avançou | Não avançou |
| Yuzo Takamido     | 1000 metros | 1:26.074   | 3º         | Não avançou | Não avançou | Não avançou | Não avançou | Não avançou | Não avançou |
| Yuzo Takamido     | 1500 metros | 2:15.402   | 5º         |             |             | Não avançou | Não avançou | Não avançou | Não avançou |
| Jumpei Yoshizawa  | 500 metros  | 42.158     | 2º         | 41.906      | 4º          | Não avançou | Não avançou | Não avançou | Não avançou |
| Jumpei Yoshizawa  | 1500 metros | 2:30.701   | 5º ADV     |             |             | 2:15.129    | 6º          | Não avançou | Não avançou |

### Salto de esqui
| Atleta                                                 | Evento                  | Preliminar | Preliminar | 1ª rodada | 1ª rodada | Final       | Final       | Final       |
| Atleta                                                 | Evento                  | Pontos     | Pos.       | Pontos    | Pos.      | Pontos      | Total       | Pos.        |
| ------------------------------------------------------ | ----------------------- | ---------- | ---------- | --------- | --------- | ----------- | ----------- | ----------- |
| Daiki Ito                                              | Pista normal individual | 134.5      | 5º         | 125.0     | 10º       | 124.5       | 249.5       | 15º         |
| Daiki Ito                                              | Pista longa individual  | 142.6      | 2º         | 95.6      | 30º       | 121.3       | 216.9       | 20º         |
| Noriaki Kasai                                          | Pista normal individual | 133.5      | 6º         | 120.5     | 19º       | 124.0       | 244.5       | 17º         |
| Noriaki Kasai                                          | Pista longa individual  | 143.5      | 1º         | 105.7     | 21º       | 133.5       | 239.2       | 8º          |
| Taku Takeuchi                                          | Pista normal individual | 113.5      | 33º        | 110.5     | 34º       | Não avançou | Não avançou | Não avançou |
| Taku Takeuchi                                          | Pista longa individual  | 121.6      | 22º        | 83.9      | 37º       | Não avançou | Não avançou | Não avançou |
| Shohei Tochimoto                                       | Pista normal individual | 111.0      | 39º        | 108.5     | 37º       | Não avançou | Não avançou | Não avançou |
| Shohei Tochimoto                                       | Pista longa individual  | 123.4      | 19º        | 73.4      | 45º       | Não avançou | Não avançou | Não avançou |
| Daiki Ito Noriaki Kasai Taku Takeuchi Shohei Tochimoto | Pista longa por equipes |            |            | 484.7     | 5º        | 523.0       | 1007.7      | 5º          |

### Skeleton
| Atleta          | Evento    | Corrida 1 | Corrida 2 | Corrida 3 | Corrida 4 | Total   | Pos. |
| --------------- | --------- | --------- | --------- | --------- | --------- | ------- | ---- |
| Nozomi Komuro   | Feminino  | DSQ       | DSQ       | DSQ       | DSQ       | DSQ     | DSQ  |
| Kazuhiro Koshi  | Masculino | 54.02     | 54.10     | 53.74     | 53.42     | 3:35.28 | 20º  |
| Shinsuke Tayama | Masculino | 53.94     | 53.84     | 54.03     | 53.36     | 3:35.17 | 19º  |

### Snowboard
Halfpipe
| Atleta           | Evento    | Qualificatória | Qualificatória | Qualificatória | Semifinal   | Semifinal   | Semifinal   | Final       | Final       | Final       |
| Atleta           | Evento    | Corrida 1      | Corrida 2      | Pos.           | Corrida 1   | Corrida 2   | Pos.        | Corrida 1   | Corrida 2   | Pos.        |
| ---------------- | --------- | -------------- | -------------- | -------------- | ----------- | ----------- | ----------- | ----------- | ----------- | ----------- |
| Shiho Nakashima  | Feminino  | 31.4           | 12.3           | 14º            | 34.9        | 15.2        | 7º          | Não avançou | Não avançou | Não avançou |
| Rana Okada       | Feminino  | 7.2            | 2.7            | 29º            | Não avançou | Não avançou | Não avançou | Não avançou | Não avançou | Não avançou |
| Soko Yamaoka     | Feminino  | 34.8           | 37.0           | 9º             | 30.6        | 24.9        | 10º         | Não avançou | Não avançou | Não avançou |
| Ryō Aono         | Masculino | 33.2           | 43.1           | 2º QF          |             |             |             | 32.9        | 29.1        | 9º          |
| Kazuhiro Kokubo  | Masculino | 42.1           | 42.5           | 2º QF          |             |             |             | 30.5        | 35.7        | 8º          |
| Kohei Kudo       | Masculino | 3.2            | 37.1           | 7º             | 30.6        | 33.5        | 8º          | Não avançou | Não avançou | Não avançou |
| Daisuke Murakami | Masculino | 15.1           | 23.5           | 15º            | Não avançou | Não avançou | Não avançou | Não avançou | Não avançou | Não avançou |

Slalom gigante paralelo
| Atleta          | Evento    | Preliminar | Preliminar | Oitavas                 | Quartas          | Semifinal        | Final            | Final       |
| Atleta          | Evento    | Pontos     | Pos.       | Adversário Tempo        | Adversário Tempo | Adversário Tempo | Adversário Tempo | Pos.        |
| --------------- | --------- | ---------- | ---------- | ----------------------- | ---------------- | ---------------- | ---------------- | ----------- |
| Tomoka Takeuchi | Feminino  | 1:24.42    | 10º        | AUT C. Riegler D +12.68 | Não avançou      | Não avançou      | Não avançou      | Não avançou |
| Eri Yanetani    | Feminino  | 1:26.39    | 21         | Não avançou             | Não avançou      | Não avançou      | Não avançou      | Não avançou |
| Yuki Nofuji     | Masculino | 1:23.88    | 27º        | Não avançou             | Não avançou      | Não avançou      | Não avançou      | Não avançou |

Snowboard cross
| Atleta        | Evento   | Preliminar | Preliminar | Quartas | Semifinal   | Final       | Final       |
| Atleta        | Evento   | Pontos     | Pos.       | Posição | Posição     | Posição     | Pos.        |
| ------------- | -------- | ---------- | ---------- | ------- | ----------- | ----------- | ----------- |
| Natsuko Doi   | Feminino | 1:31.23    | 14º        | 3º      | Não avançou | Não avançou | Não avançou |
| Yuka Fujimori | Feminino | DNS        | DNS        | DNS     | DNS         | DNS         | DNS         |

Legenda
| Recorde mundial      | Recorde mundial (World record)               |                       | Recorde africano                      | Recorde africano (African) |                                           | Q | Classificado por posição (Qualified) |
| Recorde olímpico     | Recorde olímpico (Olympic record)            | Recorde da América    | Recorde da América (Americas)         | q                          | Classificado por melhor tempo (Qualified) |   |                                      |
| Melhor marca do ano  | Melhor marca do ano (World leading)          | Recorde asiático      | Recorde asiático (Asian)              | DNS                        | Não largou (Did not start)                |   |                                      |
| Recorde nacional     | Recorde nacional (National record)           | Recorde europeu       | Recorde europeu (European)            | DNF                        | Não terminou (Did not finish)             |   |                                      |
| Recorde pessoal      | Recorde pessoal do atleta (Personal best)    | Recorde da Oceania    | Recorde da Oceania (Oceania)          | DSQ / DQ                   | Desclassificado (Disqualified)            |   |                                      |
| Recorde da temporada | Recorde da temporada do atleta (Season best) | Recorde sul-americano | Recorde sul-americano (South America) | NM                         | Sem marca (No mark)                       |   |                                      |